# Elecciones presidenciales de Camerún de 1997
Elecciones presidenciales se celebraron en Camerún el 12 de octubre de 1997. Fueron boicoteadas por los principales partidos de la oposición, el Frente Socialdemócrata de Camerún, la Unión Nacional para la Democracia y el Progreso, la Unión Democrática de Camerún y la Unión de los Pueblos Africanos. Como resultado, el presidente Paul Biya fue reelegido con el 92.57% de los votos. La participación electoral fue del 83.1%.

## Resultados
| Candidato                          | Partido                                                   | Votos     | %     |
| ---------------------------------- | --------------------------------------------------------- | --------- | ----- |
| Paul Biya                          | Movimiento Democrático del Pueblo Camerunés               | 3,167,820 | 92.57 |
| Henri Hogbe Nlend                  | Unión de los Pueblos del Camerún                          | 85,693    | 2.5   |
| Samuel Eboua                       | Movimiento por la Defensa de la República                 | 83,506    | 2.44  |
| Albert Dzongang                    | Partido Popular para el Desarrollo                        | 40,814    | 1.19  |
| Joachim Tabi Owono                 | Acción por la Meritocracia y la Igualdad de Oportunidades | 15,817    | 0.46  |
| Antoine N'Demannu                  | Concentración de los Pueblos sin Fronteras                | 15,490    | 0.45  |
| Gustave Essaka                     | Democracia Integral de Camerún                            | 12,915    | 0.38  |
| Votos nulos/en blanco              | Votos nulos/en blanco                                     | 84,890    | –     |
| Total                              | Total                                                     | 3,506,945 | 100   |
| Votantes registrados/participación | Votantes registrados/participación                        | 4,220,136 | 83.10 |
| Fuente: Nohlen et al.              |                                                           |           |       |